# クリス・カークランド
クリストファー・エドマンド・"クリス"・カークランド（Christopher Edmund "Chris" Kirkland, 1981年5月2日 - ）は、イングランド・レスターシャー・バーウェル出身の元サッカー選手。ポジションはゴールキーパー。
現役時代は、イングランド代表で長身を生かした空中戦を得意としていた。

## 経歴

### クラブ
1997年に練習生として参加していたコヴェントリー・シティFCと契約、1999年にプロ・デビューを飾る。2000-01シーズンにはマグヌス・ヘドマンに代わる正GKを任され、プレミアリーグで最も期待される若手キーパーとなった。
翌シーズンにはチームは2部（フットボールリーグ・チャンピオンシップ）に降格したが、カークランドは移籍金約900万ポンドでリヴァプールFCへと移籍。しかし、同時に加入したイェジー・ドゥデクとのポジション争いに敗れ、控えにまわる。2年目の2002－03シーズンにはドゥデクの不調により一時的にレギュラーの座を得るが、足首の怪我により再びポジションを失う。その後は度重なる故障に悩まされ出場機会を得るのに苦しんだ。
2005-06シーズンはウェスト・ブロムウィッチ・アルビオンFCへ期限付き移籍。正守護神として安定したプレーをみせるも、シーズン半ばで怪我によりポジションをトマシュ・クシュチャクに譲った。
2006-07シーズンはウィガン・アスレティックFCへレンタルされ、その冬にウィガンへ完全移籍。2007-08シーズンには背番号1を与えられ、キャリアで初めてシーズンを通じてレギュラーとしてプレー。以後3シーズンに渡って守護神の座を保持する。しかし、2010-11シーズンの開幕2試合で10失点を喫すると、同シーズンにボルトン・ワンダラーズFCからレンタル移籍で加入していたオマーン代表のアリ・アル・ハブシにポジションを奪われた。11月には故郷のクラブであるレスター・シティFCへ短期レンタルされ、3試合出場した後の1月にウィガンに復帰した。その後はアル・ハブシの控えとなり、契約上の制限でアル・ハブシが出場できないボルトン戦では先発メンバーとして出場した。
2012年5月、イングランド2部のシェフィールド・ウェンズデイFCへ完全移籍。10月19日のリーズ・ユナイテッドFC戦で試合中にピッチに乱入してきたリーズのサポーターから暴行を受ける。大事には至らずカークランドはフル出場し、犯人の男は後日逮捕された。
2015年8月12日、ウェンズデイからの残留オファーがあった中でプレストン・ノースエンドFCとの1年契約を結んだ。
2016-17シーズンよりフットボールリーグ1のベリーFCに1年契約で加入したが、リーグ開幕直前に同クラブを退団しプロ生活から一時的に離れることを発表した（事実上の現役引退）。

### 代表
2004年8月のクロアチア戦でイングランド代表として初招集を受ける。初出場はそれから2年後の2006年8月のギリシャ戦。翌日、15年ほど前に公認のブックメーカーに「息子がイングランド代表になる」ことに100ポンドを賭けていた父エディーは100倍の払い戻し金である1万ポンドを手にした。

### 引退後
フットボールリーグ2のポート・ヴェイルFCのGKコーチを経て、2017年現在は自身が設立したGKアカデミーを運営している。また引退理由について、キャリア晩年にうつ病を患い、プレーに支障をきたし、快方に向かっているが現在も闘病生活中であることを明かした。

## 所属クラブ
- コヴェントリー・シティFC　1998-2001
- リヴァプールFC　2001-2006

→  ウェスト・ブロムウィッチ・アルビオンFC　2005-2006 (loan)
→  ウィガン・アスレティックFC　2006 (loan)
- ウィガン・アスレティックFC　2006-2012

→  レスター・シティFC　2010 (loan)
→  ドンカスター・ローヴァーズFC　2011 (loan)
- シェフィールド・ウェンズデイFC　2012-2015
- プレストン・ノースエンドFC　2015-2016
- ベリーFC　2016

## タイトル
コヴェントリー
- FAカップ : 1998-99

リヴァプール
- フットボールリーグカップ : 2002-03
- UEFAチャンピオンズリーグ : 2004-05
- UEFAスーパーカップ : 2005
- FAコミュニティ・シールド : 2006